# 161 Batalion WOP
161 Batalion WOP – pododdział graniczny Wojsk Ochrony Pogranicza.

## Formowanie i zmiany organizacyjne
Na podstawie rozkazu MBP nr 043/org z 3 czerwca 1950, na bazie 4 Brygady Ochrony Pogranicza, sformowano 16 Brygadę Wojsk Ochrony Pogranicza, a z dniem 1 stycznia 1951 lęborski 2 batalion OP przemianowano na 161 batalion WOP.
Latem 1956 w batalionie zlikwidowano sekcję tyłów. Sprawy gospodarcze podporządkowano bezpośrednio brygadzie.
W sierpniu 1956 do 161 batalionu WOP włączono strażnicę nr 85 Rowy i nr 86 Smołdziński Las z 15 Brygady WOP Koszalin. W tym też przeniesiono grupę manewrową brygady do Lęborka i podporządkowano ją dowódcy 161 batalionu WOP.
Z dniem 1.06.1957 przekazano 15 Brygadzie WOP w Koszalinie 161 batalion WOP (bez strażnicy Władysławowo)
W 1976, w związku z przejściem na dwuszczeblowy system dowodzenia, rozwiązano batalion. W jego miejsce zorganizowano sekcję zwiadu i kompanię odwodową. Strażnice podporządkowano bezpośrednio brygadzie.

## Struktura organizacyjna
Struktura organizacyjna batalionu w marcu 1954
- dowództwo – Lębork
- strażnica nr 87 – Łeba
- strażnica nr 88 – Stilo
- strażnica nr 89 – Białogóra
- strażnica nr 90 – Karwia
- strażnica nr 91 – Władysławowo

1 stycznia 1960 batalionowi WOP Lębork podlegały:
- 1 strażnica WOP III kategorii Karwia
- 2 strażnica WOP III kategorii Biała Góra
- 3 strażnica WOP III kategorii Styllo
- 4 strażnica WOP III kategorii Łeba
- 5 strażnica WOP IV kategorii Smołdziański Las
- 6 strażnica WOP III kategorii Rowy

Struktura batalionu i numeracja strażnic na dzień 1.01.1964.
- 1 strażnica WOP lądowa III kategorii Karwia
- placówka kontroli ruchu rybackiego Ostrowo
- placówka kontroli ruchu rybackiego Karwia
- placówka kontroli ruchu rybackiego Dębek
- placówka kontroli ruchu rybackiego Jastrzębia Góra
- 2 strażnica WOP lądowa III kategorii Biała Góra
- placówka kontroli ruchu rybackiego Biała Góra
- placówka kontroli ruchu rybackiego Lubiatowo
- 3 strażnica WOP lądowa III kategorii Styllo
- 4 strażnica WOP lądowa III kategorii Łeba
- 5 strażnica WOP lądowa IV kategorii Smołdziński Las
- 6 strażnica WOP lądowa III kategorii Rowy
- placówka kontroli ruchu rybackiego Rowy.

## Dowódcy batalionu
- kpt. Augustyn Iżyniec (01.01.1951–14.02.1953)[1]
- kpt Leon Tarnawski (od 1953)
- mjr Anatol Rosnowski (był 01.01.1955)[9]
- mjr Szczepan Cheba (do 1960)[10]
- kpt. Marian Piotrowski p.o. (od 1960)[10]
- ppłk Szczepan Cheba (był w 1971).